# 哈维尔·加西亚 (田径运动员)
哈维尔·加西亚（西班牙語：Javier García，1966年7月22日—），西班牙男子田径运动员。他曾代表西班牙参加1988年、1992年、1996年和2000年夏季奥林匹克运动会田径比赛，其中1992年奥运会获得一枚铜牌。